# رندرور
رندرور (انگلیسی: RenderWare) یک موتور بازی ویدئویی است که توسط کرایتریون گیمز توسعه یافته است.